# Mözener See
Der Mözener See ist ein See im Kreis Segeberg in Schleswig-Holstein westlich der Ortschaft Mözen. Er ist ca. 120 ha groß und bis zu 8,2 m tief. Der See liegt am Rande eines Jungmoränengebietes, das sowohl flache Endmoränen als auch kuppige Grundmoränen aufweist. Am Ufer des Sees befinden sich vorwiegend Waldflächen, einige der Uferflächen werden auch landwirtschaftlich genutzt.
Der See befindet sich im Besitz der Fischereigenossenschaft Mözener See. Baden ist erlaubt, das Befahren mit motorisierten Fahrzeugen ist stark reglementiert. Am See befinden sich zwei Campingplätze in Wittenborn und am Westufer befindet sich eine Badestelle im Ort Kükels.